# لانيج
لانيج (هانغل: 라네즈) هي ماركة مستحضرات تجميل كورية جنوبية أطلقتها Amore Pacific في عام 1994. يأتي اسمها من الكلمة الفرنسية "la neige"، والتي تُترجم إلى «الثلج». تشمل المنتجات الرئيسية للعلامة التجارية خط العناية بالبشرة Water Bank ، وقناع النوم المائي، كريم الأساس، وأحمر الشفاه بلونين.
يعتمد المفهوم المركزي للعلامة التجارية على تقنية علوم المياه المتقدمة، والتركيز على ترطيب البشرة. تعتبر شركة لانيج من قبل الشركة الأم واحدة من أولى علاماتها التجارية التي تم إطلاقها والتي تحظى بشعبية كبيرة خارج كوريا.

## التاريخ
تم تقديم لانيج في سبتمبر 1994، مع مجموعة للعناية بالبشرة بعنوان UV Green. في إطار حملة «لانيج تحمي النساء»، التي ركزت على خصائص «مناعة البشرة» للخط، اختارت لينيج الممثلة لي يو ري والموهبة كيم سي ون لتمثيل العلامة التجارية.

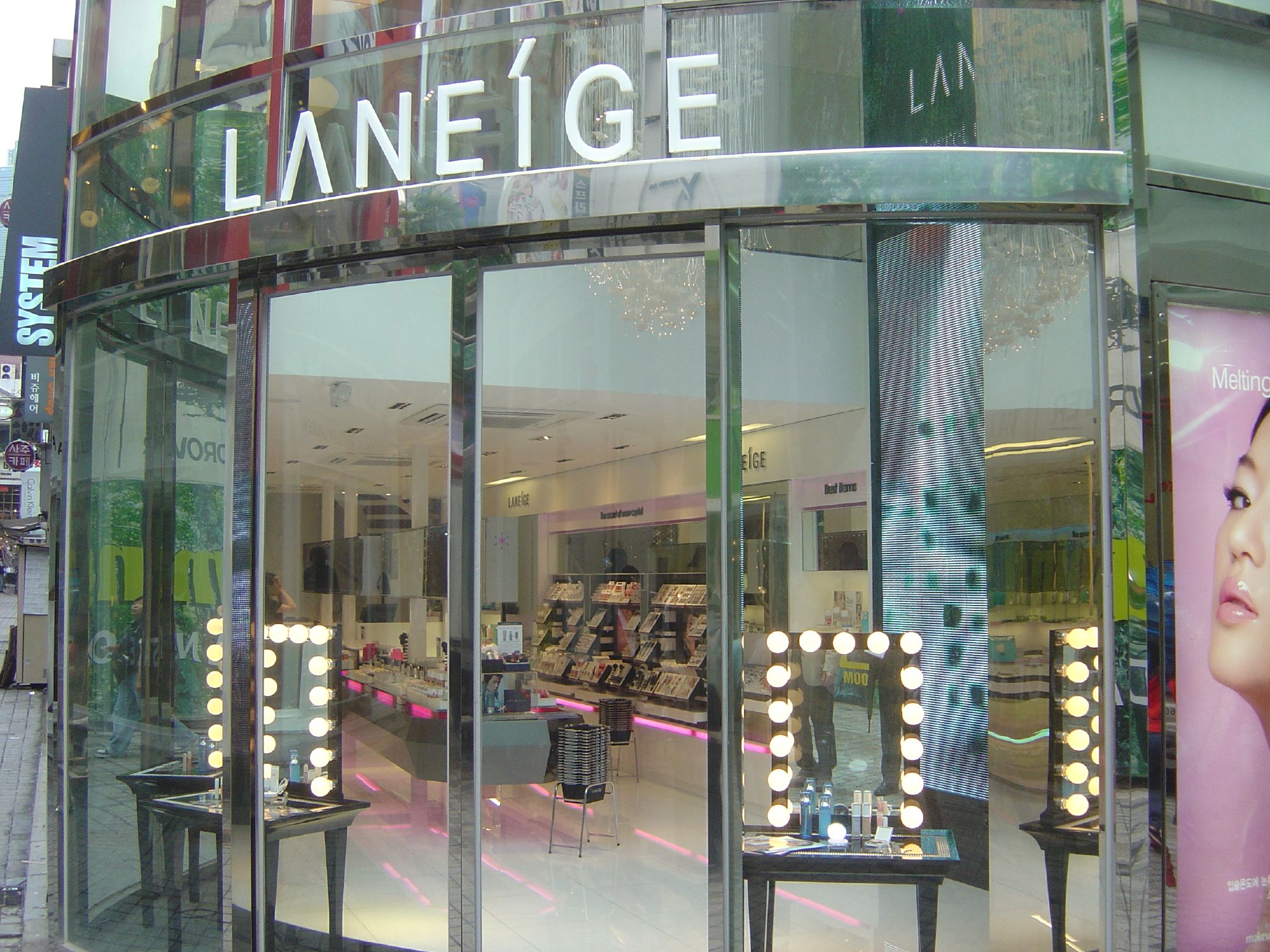
واجهة متجر Laneige في سيول ، كوريا الجنوبية في يونيو 2007.

حملة منتصف عام 1999 تحمل شعار «وجه جديد كل يوم»، برفقة الممثلة لي نا يونغ، أعادت تنشيط مبيعات لينيج؛ بحلول عام 2002، احتلت العلامة التجارية المرتبة الأولى في مؤشر قوة العلامة التجارية إيه سي نيلسن. في عام 2002، توسعت شركة لانيج في السوق الآسيوية الكبرى من خلال متاجرها الدولية الأولى في هونغ كونغ وشنغهاي. بعد افتتاح أكثر من 200 متجر في ثماني دول آسيوية، دخلت لانيج أوروبا بافتتاح أول متجر لها في موسكو، روسيا.
أطلقت العلامة التجارية خط مستحضرات التجميل الأول في عام 2007،  وبدأت في استهداف المستهلكين من الذكور مع لانيج هووم في نفس العام.
في سبتمبر 2017، دخلت شركة لانيج في شراكة مع شركة التجزئة لمستحضرات التجميل سيفورا لإعادة إطلاق علامتها التجارية في الولايات المتحدة، مع الظهور الأول الحصري لـ ماسك النوم للشفاه. كانت العلامة التجارية متاحة سابقًا في متاجر التجزئة الأمريكية تارجت من عام 2014 إلى عام 2015، وقد تم تخزين منتجاتها بواسطة سيفورا كندا منذ سبتمبر 2015.

## المتحدثون الرسميون والعارضين
- كيم يو جونغ (2017 إلى الوقت الحاضر)
- لي سونغ كيونغ (2015 إلى الوقت الحاضر)
- سونغ هاي كيو (2008 - 2018) [3][12]
- جون جي هيون (2004-2008)
- لي نا يونغ (1999-2004)
- سين جو ري (1997-1999)
- كيم جي هو (1995-1997)

## روابط خارجية
- موقع لينيج الرسمي نسخة محفوظة 23 فبراير 2022 على موقع واي باك مشين.